# Demižon
Demižon (rjeđe demižana, demižona, demižonka, damijana, demijana ili demejana) je staklena, vrbovom šibom ili slamom opletena posuda, od jednog do deset galona (1 engleski galon = 4,564 l, 1 američki galon = 3,785 l), rjeđe i veće zapremine. Također je poznat kao balon, stakleni balon, pleteni balon (jer se proizvode i pletene boce), pletara, pletenka te bocun. Zbog lakoće proizvodnje i cijene sve su više u uporabi demižoni zaštićeni plastikom. U vinarstvu se demižon rabi za otpremu (manjeg volumena), ali i za proizvodnju i skladištenje.
Nazivi vjerojatno potječu iz engleskog (demijohn), španjolskog (damajuna), odnosno talijanskog (damigiana).
U novije vrijeme popularan je i PVC demižon, posebno za prodaju vina u trgovinama.